# Klacktjärnen, Härjedalen
Klacktjärnen är en sjö i Härjedalens kommun i Härjedalen och ingår i Ljusnans huvudavrinningsområde.